# Dabiss
Dabiss est une ville et une sous-préfecture de la préfecture de Boké dans la région de Boké en Guinée.

## Population
En 2016, la localité comptait 31 947 habitants.